# Moosleerau
 Moosleerau (gsw. Moslerb) – gmina (niem. Einwohnergemeinde) w Szwajcarii, w kantonie Argowia, w okręgu Zofingen. Liczy 915 mieszkańców (31 grudnia 2020). Leży nad rzeką Suhre.